# Соболєв Олег Володимирович
Олег Володимирович Соболєв (рос. Олег Владимирович Соболев; нар. 27 жовтня 1968) — радянський та російський футболіст, півзахисник.

## Життєпис
Кар'єру провів у клубах «Селенга» Улан-Уде (1984—1990, 1993, 1998—1999), «Сахалін» Холмськ (1991), «Зірка-Юніс-Сиб» Іркутськ (1992), «Локомотив» Чита (1994—1997).
У першій лізі у 1992-1997 роках зіграв 171 матч, забив 9 м'ячів; у другій лізі СРСР (1984-1989, 1991) / другому дивізіоні Росії (1998-1999) зіграв 159 матчів, відзначився 11-ма голами; у другій нижчій лізі у 1990 році у 40 матчах відзначився 4-ма голами.